# Vpona
Vpona (latinsky infix) je v lingvistice derivační (odvozovací) nebo flektivní (ohýbací) afix, tj. jazykový morfém, bez vlastního významu, který se vkládá do kořene nebo kmene slova, případně mezi kořen nebo kmen slova a předponu (prefix) či příponu nebo koncovku (sufixy). Vpony slouží zejména k vyjadřování mluvnických vztahů, ve tvarosloví nebo k usnadnění výslovnosti při připojování afixů.
- ta-lo ⇒ ta-lo-i-ssa (finsky: dům – v domech). Vpona ~i~ vyjadřuje množné číslo.
- ka-yo ⇒ ka-si-yo (korejsky: jde). Vpona ~si~ vyjadřuje zdvořilost vůči osobě, o které se hovoří.
- geliyorum ⇒ gelmiyorum (turecky: přicházím – nepřicházím). Vpona ~m~ vyjadřuje zápor.
- ma-ga ⇒ ma-ga-n-a (kannadsky: syn – synův). Vpona ~n~ se vkládá pro lepší výslovnost na rozhraní kořene slova a přípony.

V češtině má vpona funkci zejména spojovací mezi jednotlivými částmi slova nebo se užívá ke změně jeho významu (např. při zdrobňování):
- hořet ⇒ hoř-l-avý
- Asie ⇒ asi-j-ský
- spát ⇒ sp-ink-at

Užívání vpon (infixace) je typické zejména pro aglutinační jazyky (korejština, finština, svahilština, kannadština aj.).